# Fernando de la Rúa
Fernando de la Rúa Bruno (Córdoba, 15 settembre 1937 – Loma Verde, 9 luglio 2019) è stato un avvocato, docente e politico argentino.

## Biografia
Di origini galiziane e appartenente ad una famiglia della piccola borghesia, partecipò alle elezioni presidenziali in Argentina del 1999 quale candidato dell'Alianza (UCR e FREPASO) e divenne presidente dell'Argentina dal 10 dicembre 1999 al 21 dicembre 2001. Membro dell'Unione Civica Radicale, si dimise a seguito della crisi finanziaria che colpì l'Argentina nel 2001. La morte di manifestanti in piazza a mano delle forze dell'ordine lo portarono alle dimissioni. Le responsabilità della crisi, tuttavia, erano ascrivibili all'operato del suo predecessore Carlos Saúl Menem. Ha ricoperto la carica di sindaco di Buenos Aires dal 1996 al 1999.
Nel 2012, dopo essersi ritirato dalla politica, fu accusato di corruzione durante la sua presidenza. Tuttavia l'anno dopo venne assolto.

## Morte

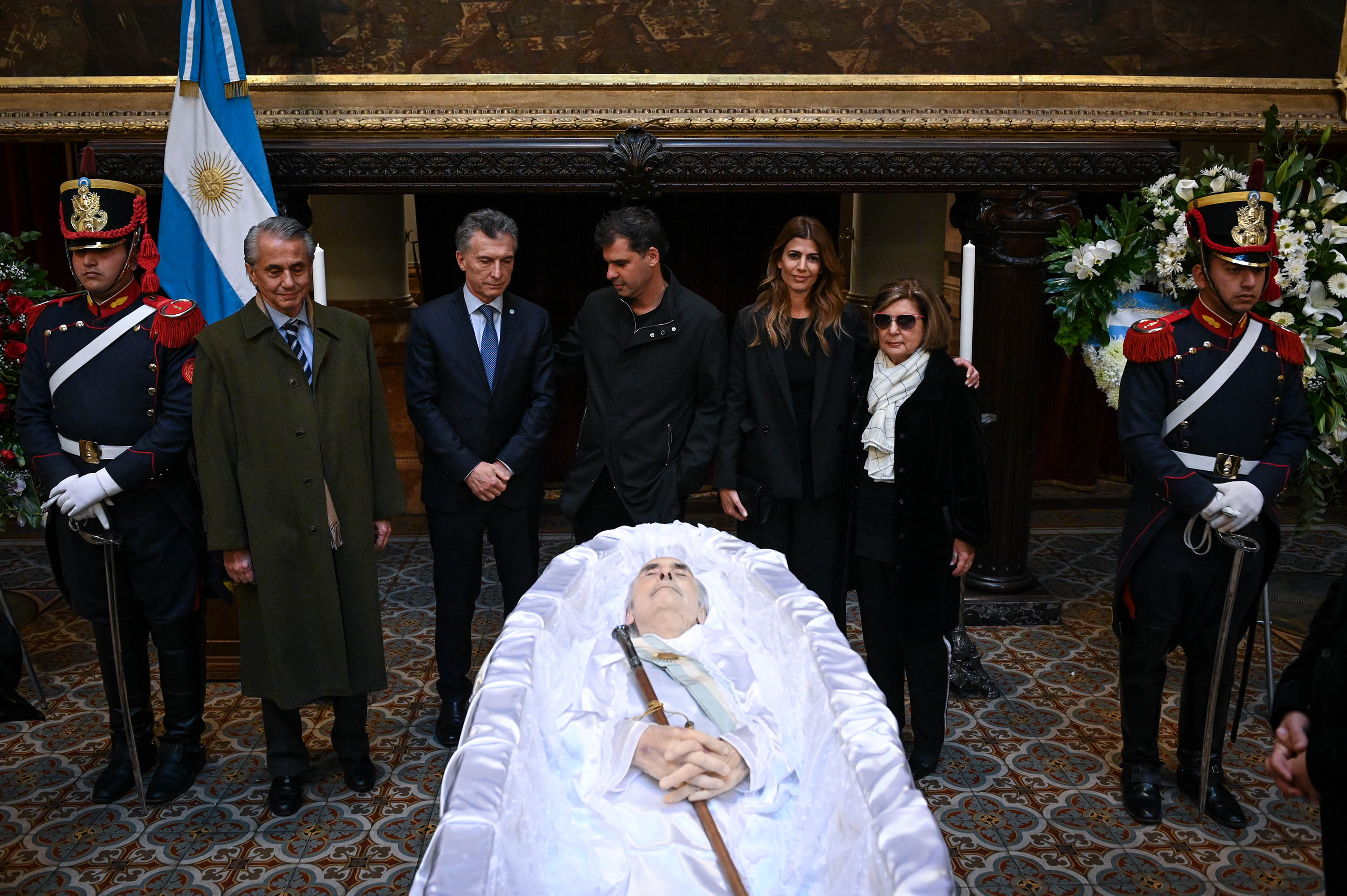
L'allora presidente Mauricio Macri al funerale di De la Rúa

Fernando de la Rúa è morto alle 7:10 di martedì 9 luglio 2019, presso l'Istituto di Riabilitazione ed Educazione Terapeutica Fleni, sede di Escobar, dove era ricoverato a causa di uno scompenso cardiaco e renale derivante dalle sue condizioni.
Il presidente Mauricio Macri dichiarò tre giorni di lutto nazionale. I funerali di Stato hanno avuto luogo nella Sala dei Passi Perduti della Camera dei deputati. È stato sepolto nel cimitero memoriale del Pilar.